# Université Paris-Saclay
Pour les articles homonymes, voir UPS, Paris-Saclay (homonymie) et Université Paris-Saclay (métro de Paris).
L’université Paris-Saclay est une université française créée le 6 novembre 2019 par décret paru au Journal officiel en tant qu’établissement expérimental public à caractère scientifique, culturel et professionnel. Elle est l’héritière de l’université Paris-Sud-XI, créée le 1er janvier 1971, ainsi que de la faculté des sciences d'Orsay, fondée en 1956 sur proposition de Frédéric Joliot-Curie,.
Jusqu’en novembre 2019, l’université Paris-Saclay était une communauté d’universités et d’établissements (ComUE). Sa création a pour but initial de constituer le pôle de formation et de recherche de la « grappe industrielle » Paris-Saclay.
L’université Paris-Saclay succède à l’université Paris-Sud, supprimée le 1er janvier 2020, et intègre l'École normale supérieure Paris-Saclay, CentraleSupélec, l’Institut d’Optique et AgroParisTech en tant qu’établissements-composantes ; ainsi que l’Institut des hautes études scientifiques (IHES) en tant qu’organisme de recherche. Les universités de Versailles-Saint-Quentin-en-Yvelines et d’Évry-Val-d’Essonne sont également membres associés de l’établissement et devraient évoluer vers un statut d’« universités intégrées » d’ici 2025.
Elle est membre et coordonne l’alliance universitaire européenne European University Alliance for Global Health depuis le 1er septembre 2019 et de l'association Udice depuis 2020.

## Histoire

### Origine et contexte
En 2003, paraît le premier classement de Shanghaï, qui se fixe pour objectif de classer les meilleurs établissements d’enseignement supérieur du monde. La France ne compte que deux universités parmi les cent premières de ce classement, et la première n’arrive qu’à la 65e place.
Très critiqué, le classement de Shanghaï n’avantage pas les institutions d’enseignement supérieur et de recherche françaises, car ses critères favorisent les grandes structures produisant beaucoup de recherche. Or en France, le paysage académique est morcelé entre des grandes écoles de petite taille, des universités fragmentées et spécialisées à la suite des événements de mai 68 et des organismes de recherche qui, comme leur nom l’indique, concentrent l’essentiel de la recherche française mais ne délivrent pas de diplôme universitaire, et ne sont donc pas éligibles au classement.
Forts de ce constat et dans un contexte de mondialisation de l’enseignement supérieur qui accentue la compétition entre les acteurs, les gouvernements français successifs financent et encouragent une restructuration des institutions avec l’objectif affiché de faire émerger des pôles « d’excellence » ayant une visibilité mondiale.
Parallèlement et antérieurement à cela, le plateau de Saclay a vu s’installer un tissu académique et industriel dès l’immédiat après-guerre. L’université Paris-Saclay est l’un des deux pôles issus de la restructuration de ce tissu.

### Historique

#### 2007-2014: genèse d’un regroupement au pôle Paris-Saclay

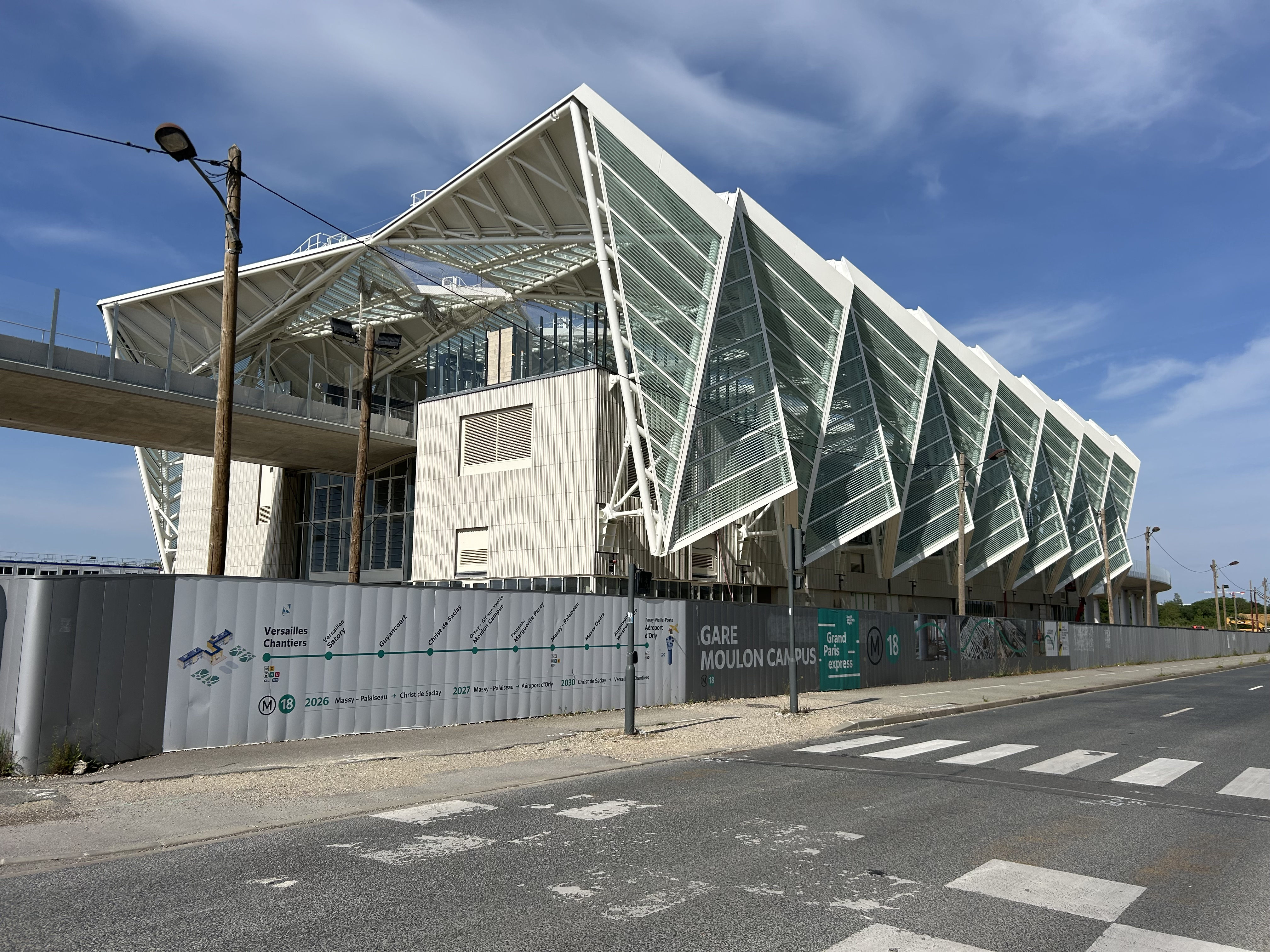
La station Université Paris-Saclay en construction : la ligne 18 du métro de Paris desservira l'université à travers cette gare située dans le quartier du Moulon à Orsay, et celle de Polytechnique à Palaiseau

En 2007, le pôle de recherche et d’enseignement supérieur (PRES) UniverSud Paris est créé sous la forme juridique d’un établissement public de coopération scientifique. Le pôle a trois membres fondateurs. 
En 2008, l’université Paris-Sud et l’université de Versailles-Saint-Quentin-en-Yvelines font partie des 21 établissements lauréats du Plan campus, auxquels le PRES est associé. Ces établissements s’engagent alors dans une coopération de plus grande envergure, à savoir la constitution de l’Université Paris-Saclay. Le projet d’université est lancé à la suite de sa validation par le ministère de l’Enseignement supérieur et de la recherche dans le cadre du Plan campus.
La Fondation de coopération scientifique Campus Paris-Saclay, présidée à l’époque par Alain Bravo, avait été créée pour fédérer les différents établissements universitaires et scientifiques, assurer la gestion des réseaux thématiques de recherche avancée (RTRA) Digiteo et Triangle de la physique et assurer la création de la communauté. En lien avec le projet d’aménagement du pôle technologique de Paris-Saclay, de nombreux établissements y prévoient leur déménagement,.
Au début des années 2010, le FCS Campus Paris-Saclay rivalise avec l’université Stanford et le Massachusetts Institute of Technology (MIT) en nombre de publications scientifiques, et les dépasse en nombre de chercheurs : en 2009, Stanford en compte 1 900, le MIT 4 500 et Paris-Saclay 9 200. En 2020, année d’achèvement prévisionnelle du projet, leur nombre devrait atteindre 12 000.
En juillet 2014, les différents membres adoptent les statuts de la communauté d'universités et établissements (ComUE) « université Paris-Saclay », lui permettant de délivrer les diplômes de licence, master et doctorat. Les statuts sont approuvés par un décret signé le 29 décembre 2014. La première rentrée a lieu en septembre 2015.

#### 2015-2019: communauté d’universités et établissements
Confronté aux désaccords entre ses membres (entre écoles et universités, ou entre leurs ministères de tutelle), le projet végète comme le constate la Cour des comptes dans son rapport du 8 février 2017, pointant notamment un manque de logements et de moyens de transport, ainsi qu’un manque de vision stratégique, et ce malgré cinq milliards d’euros prévus (engagés ou envisagés).
L’université Paris-Sud propose alors en avril 2017 sa fusion dans l’université Paris-Saclay, et l’intégration des écoles au futur établissement en tant qu’établissements-composantes.
Ce blocage amène Emmanuel Macron à annoncer le 25 octobre 2017, lors de son inauguration du nouveau campus de CentraleSupélec, la séparation des différents membres en deux entités universitaires, l’université Paris-Saclay et l’institut polytechnique de Paris,,.
Sous ce périmètre restreint, un nouvel établissement public expérimental (EPE) « université Paris-Saclay » est créé le 7 novembre 2019. La ComUE et l’université Paris-Sud disparaissent le 1er janvier 2020 au profit de l’EPE.

#### 2020 - aujourd’hui: établissement public expérimental
En juillet 2020, l’université Paris-Saclay fait son entrée dans le classement de Shanghai en étant placée au 1er rang mondial dans le domaine des mathématiques ainsi qu’au 9e rang mondial dans le domaine de la physique.
Alors qu’elles devaient initialement fusionner avec l’université Paris-Saclay, les universités de Versailles – Saint-Quentin-en-Yvelines et d’Évry-Val-d’Essonne évolueront plutôt vers un statut d’« universités intégrées » d’ici 2025, conservant ainsi leur personnalité morale,. Cette décision a notamment été soutenue par la première présidente de l’université Sylvie Retailleau avant son départ pour le ministère de l’Enseignement supérieur et de la Recherche en mai 2022.
Depuis octobre 2023, l'université est partenaire de l'IPSA pour des doubles diplômes en aérospatiale.

## Gouvernance
L’université Paris-Saclay est dirigée par un président élu par le conseil d’administration. Le conseil d’administration comprend 36 administrateurs, représentant les établissements membres, le personnel, les étudiants, les collectivités territoriales et le monde socio-économique. Le conseil académique, composé de 141 membres, exerce un rôle délibératif et consultatif.
| Identité               | Période      | Période                 |
| Identité               | Début        | Fin                     |
| ---------------------- | ------------ | ----------------------- |
| Sylvie Retailleau,     | 3 mars 2020  | 30 mai 2022             |
| Estelle Iacona (d)     | 30 mai 2022  | 1er mars 2024           |
| Camille Galap,         | 4 mars 2024  | 23 mai 2024 (démission) |
| Philippe Raimbault (d) | 24 mai 2024  | 11 juin 2024            |
| Camille Galap          | 11 juin 2024 | En cours                |

### Administration provisoire de 2024
À la suite des élections universitaires de février 2024, une liste concurrente à celle de la présidence sortante obtient une majorité relative. Par la suite, aucun accord n'est trouvé sur la nomination des personnalités extérieures pour siéger au conseil d'administration de l'université, empêchant la constitution de celui-ci, et l'élection d'une présidence. Une administration provisoire, dirigée par Camille Galap, est mise en place par le rectorat d'Île-de-France pour obtenir un accord sur ces nominations entre les différentes listes. Il démissionne le 23 mai 2024 et est remplacé par Philippe Raimbault afin de se porter lui-même candidat à la présidence, qu'il remporte le 11 juin 2024.

## Organisation
Contrainte simultanément par l’histoire de l’enseignement supérieur et de la recherche en France et par un modèle anglo-américain disposant d’une meilleure visibilité internationale,, l’université Paris-Saclay a opté pour une organisation matricielle, dans laquelle des opérateurs agissent sur des structures internes.
Ces opérateurs proviennent d’horizons très divers : internes, issus de l’université Paris-Sud ; ou externes comme les grandes écoles et organismes de recherche, de statut public ou privé.

## Opérateurs
Les opérateurs de l’université Paris-Saclay sont les composantes, établissement-composantes, universités membres associés ou organismes nationaux de recherche et organismes de recherche partenaires qui participent à la gouvernance de ses structures internes, contribuent à leurs missions et leur attribuent des moyens.

### Composantes
Les composantes sont les opérateurs internes de l’université, c’est-à-dire ceux ne disposant pas d’une personnalité morale.

#### Instituts universitaires de technologie
Au 1er janvier 2020, l’université Paris-Saclay comprend les instituts universitaires de technologie suivants :
- l’IUT d’Orsay ;
- l’IUT de Sceaux ;
- l’IUT de Cachan est un des plus anciens IUT de France, qui intègre l'université de Paris XI lors de sa création[45].

#### Polytech Paris-Saclay
Polytech Paris-Saclay est l’école d’ingénieurs interne de l’université.

#### Unités de formation et de recherche
Au 1er janvier 2020, l'université Paris-Saclay regroupe les unités de formation et de recherche suivantes, nommées facultés :
- Faculté des sciences d’Orsay ;
- Faculté Jean Monnet (droit, économie, gestion) ;
- Faculté de pharmacie ;
- Faculté de médecine ;
- Faculté des sciences du sport.

#### Observatoire des sciences de l’Univers de l’université Paris-Saclay
L'OSUPS (Observatoire des Sciences de l'Univers de l'Université Paris Sud) a été créé en 2001. Devenu Observatoire des Sciences de l'Univers de l'université Paris-Saclay en 2020, il est actuellement composé de trois laboratoires : IAS, GEOPS et AIM. Il s'inscrit dans le réseau des OSU de l'INSU.

### Établissements-composantes

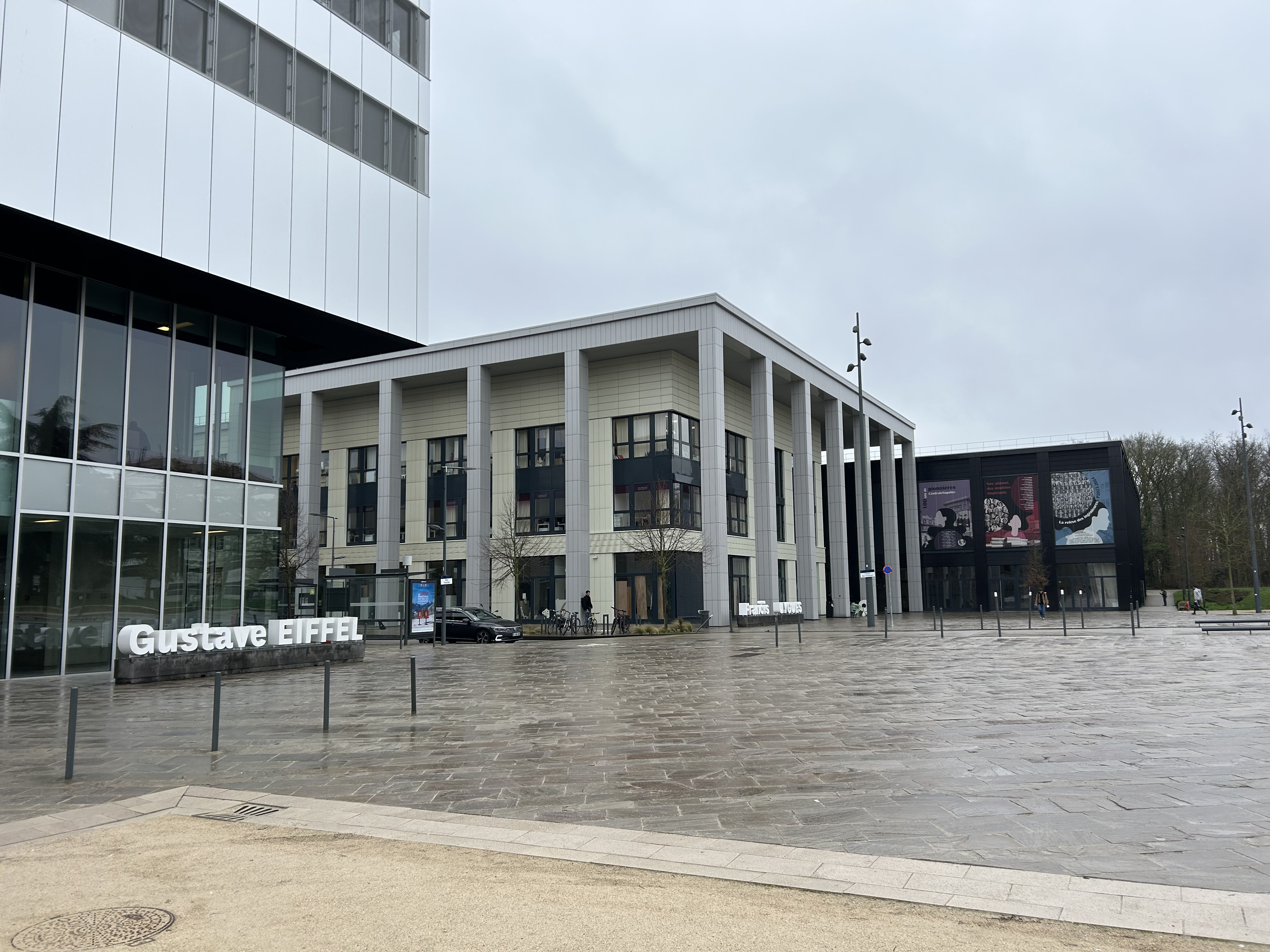
les bâtiments Gustave Eiffel et Francis Bouygues sur le site de CentraleSupélec à Gif-sur-Yvette, quartier du Moulon, plateau de Saclay

Au 1er janvier 2020, l’université Paris-Saclay regroupe les « établissements-composantes » suivants :
- AgroParisTech ;
- CentraleSupélec ;
- l’École normale supérieure Paris-Saclay ;
- l’Institut d’optique Graduate School.

### Universités membres associés
Au 1er janvier 2020, l’université Paris-Saclay regroupe les membres associés suivants :
- l’université de Versailles-Saint-Quentin-en-Yvelines ;
- l’université d'Évry-Val-d'Essonne.

### Organismes de recherche
Au 1er janvier 2020, l’université Paris-Saclay comprend un organisme de recherche :
- l’Institut des hautes études scientifiques (IHES).

### Organismes nationaux de recherche partenaires
Au 1er janvier 2020, l’université Paris-Saclay associe à sa gouvernance les organismes nationaux de recherche suivants :
- le Centre national de la recherche scientifique (CNRS) ;
- le Commissariat à l'énergie atomique et aux énergies alternatives (CEA) ;
- l’Institut national de recherche pour l'agriculture, l'alimentation et l'environnement (INRAE) ;
- l’Institut national de recherche en informatique et en automatique (INRIA) ;
- l’Institut national de la santé et de la recherche médicale (INSERM) ;
- l’Office national d'études et de recherches aérospatiales (ONERA).

## Structures internes
Les activités de formation et recherche de l’université sont réparties au sein de nouvelles structures internes, établies selon des principes d’autonomie et de subsidiarité.

### École universitaire de premier cycle Paris-Saclay
Créée en 2019, l’école universitaire de premier cycle Paris-Saclay a accueilli ses premiers étudiants en septembre 2020. L’école gère l’ensemble des formations du premier cycle de l’université : licences, licences professionnelles, DUT, DEUST, BUT ainsi que des années préparatoires avant d’autres études scientifiques ou médicales.
Seule exception, l’école ne gère pas les licences double-diplômes (une licence adossée à un diplôme universitaire), plus sélectives. Selon Frédéric Baudin et Yves Lévi, enseignants-chercheurs à l'université Paris-Saclay, il y a ainsi une distinction entre les licences délivrées par l’école universitaire de premier cycle Paris-Saclay et celles réellement estampillées université Paris-Saclay.
L’école universitaire Paris-Saclay est composée de 10 campus dans l’Essonne, le Val-de-Marne, les Hauts-de-Seine et les Yvelines.

### Écoles graduées
Les « écoles graduées » (traduction proposée de graduate school) sont des structures internes portant les diplômes de niveaux masters et doctorat, ainsi que la recherche sur un périmètre disciplinaire, thématique ou une mission.
Chaque école graduée rassemble un ou plusieurs opérateurs, qui apportent des moyens humains et financiers à la structure. L’un de ces opérateurs est nommé coordinateur de l’école : par exemple l’école de physique est coordonnée par la faculté des sciences d’Orsay, tandis que celle des sciences de l’ingénierie et des systèmes est coordonnée par CentraleSupélec,.
Si le fonctionnement initial est matriciel (chaque opérateur participe à plusieurs écoles ; chaque école reçoit la participation de plusieurs opérateurs), l’état final devrait voir la responsabilité juridique du personnel et les budgets correspondants transférés au coordinateur. Il y aura alors équivalence entre les structures politiques et les périmètres scientifiques. Ces convergences pourraient être visibles dès 2025 pour certaines écoles.

### Institut des sciences de la lumière
L’Institut des sciences de la lumière est une structure interne de l’université Paris-Saclay élaborant et mettant en œuvre une stratégie de recherche en synergie avec des écoles graduées.

## Formations
L’université propose différentes formations, à savoir :
- des licences double-diplômes ;
- l’ensemble des autres formations du premier cycle au sein de l’école universitaire de premier cycle ;
- des masters ;
- des doctorats ;
- des magistères ;
- des diplômes d’université ;
- des études de santé (médecine et pharmacie notamment) ;
- des études d’ingénieurs, que ce soit via son école interne, ses établissements-composantes, ou l’INSTN ;
- étudiant-normalien.

## Recherche
En février 2023, l’université Paris-Saclay regroupe quelque 230 laboratoires.

### Les laboratoires de l’université Paris-Saclay

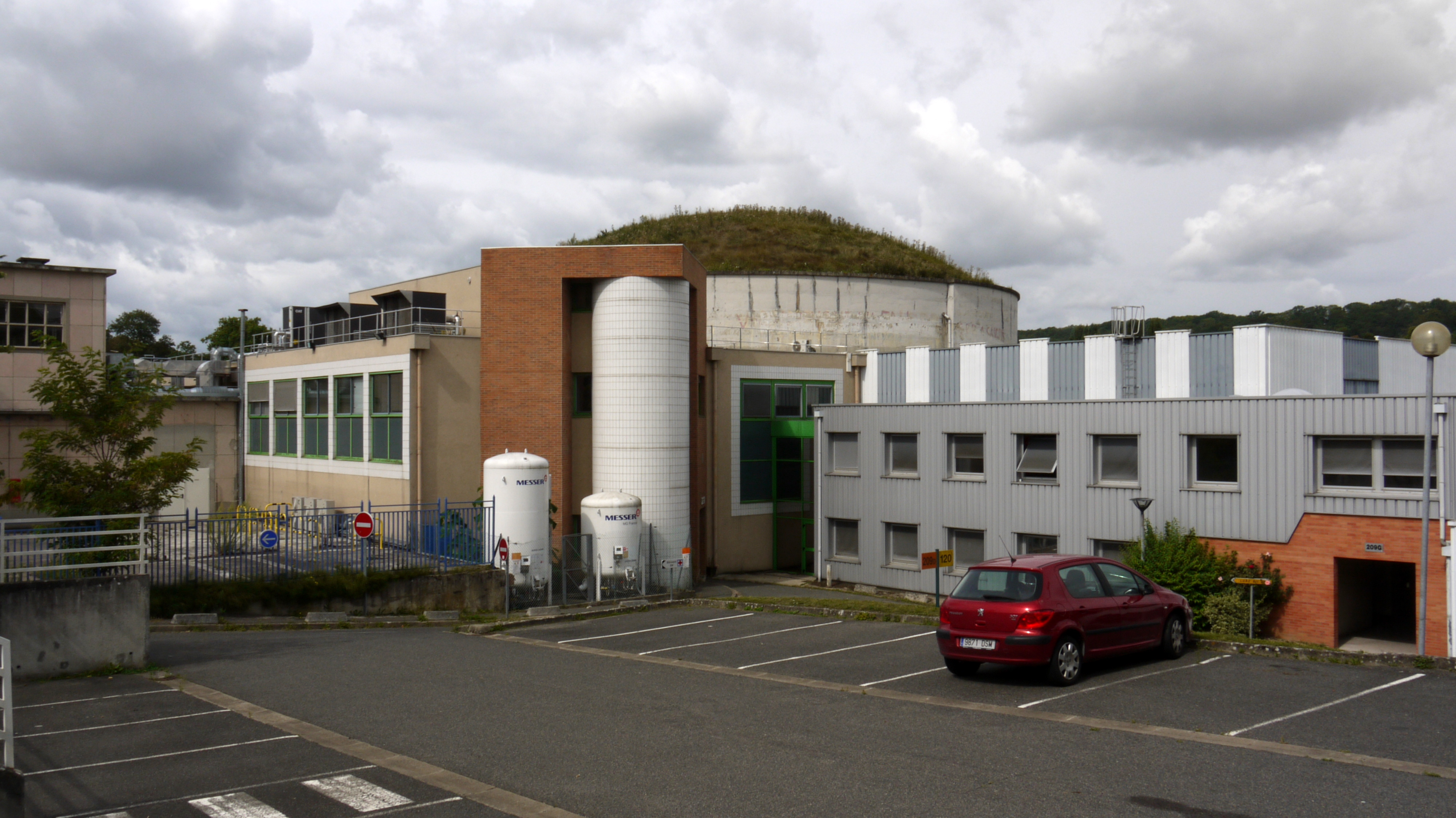
Accélérateur linéaire à Orsay.
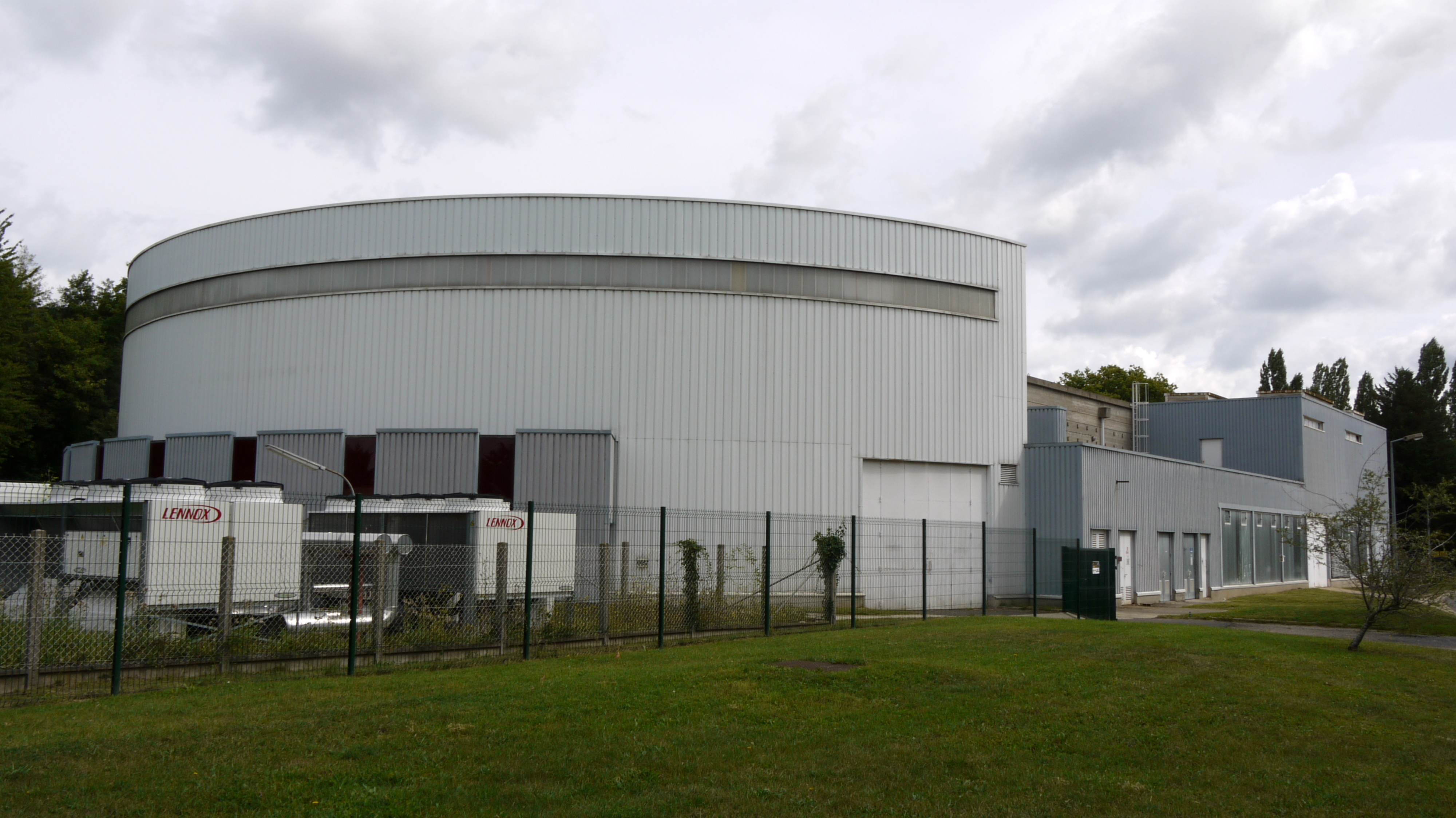
L’accélérateur linéaire et tandem Alto à Orsay.
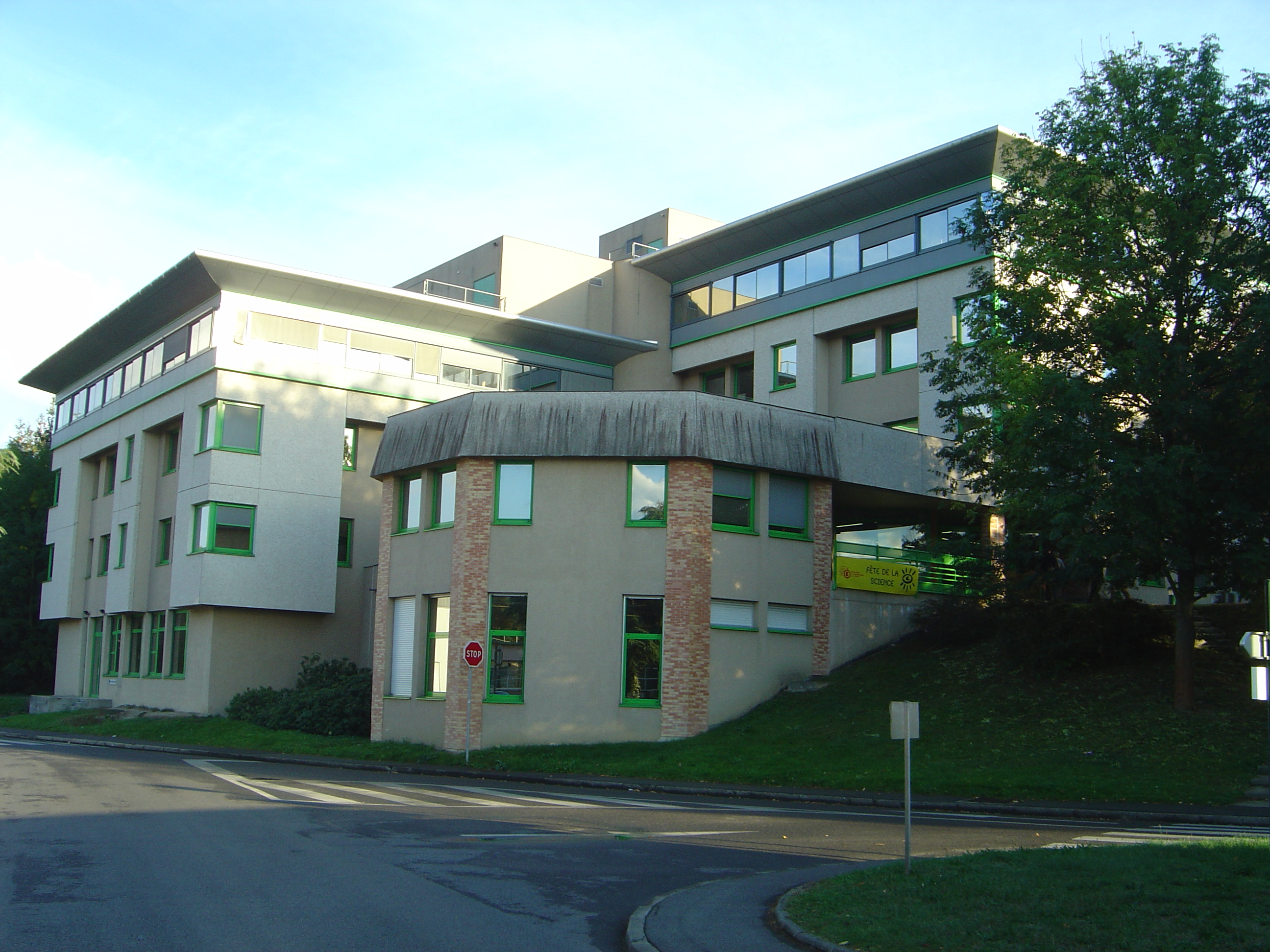
Institut d’astrophysique spatiale à Orsay.
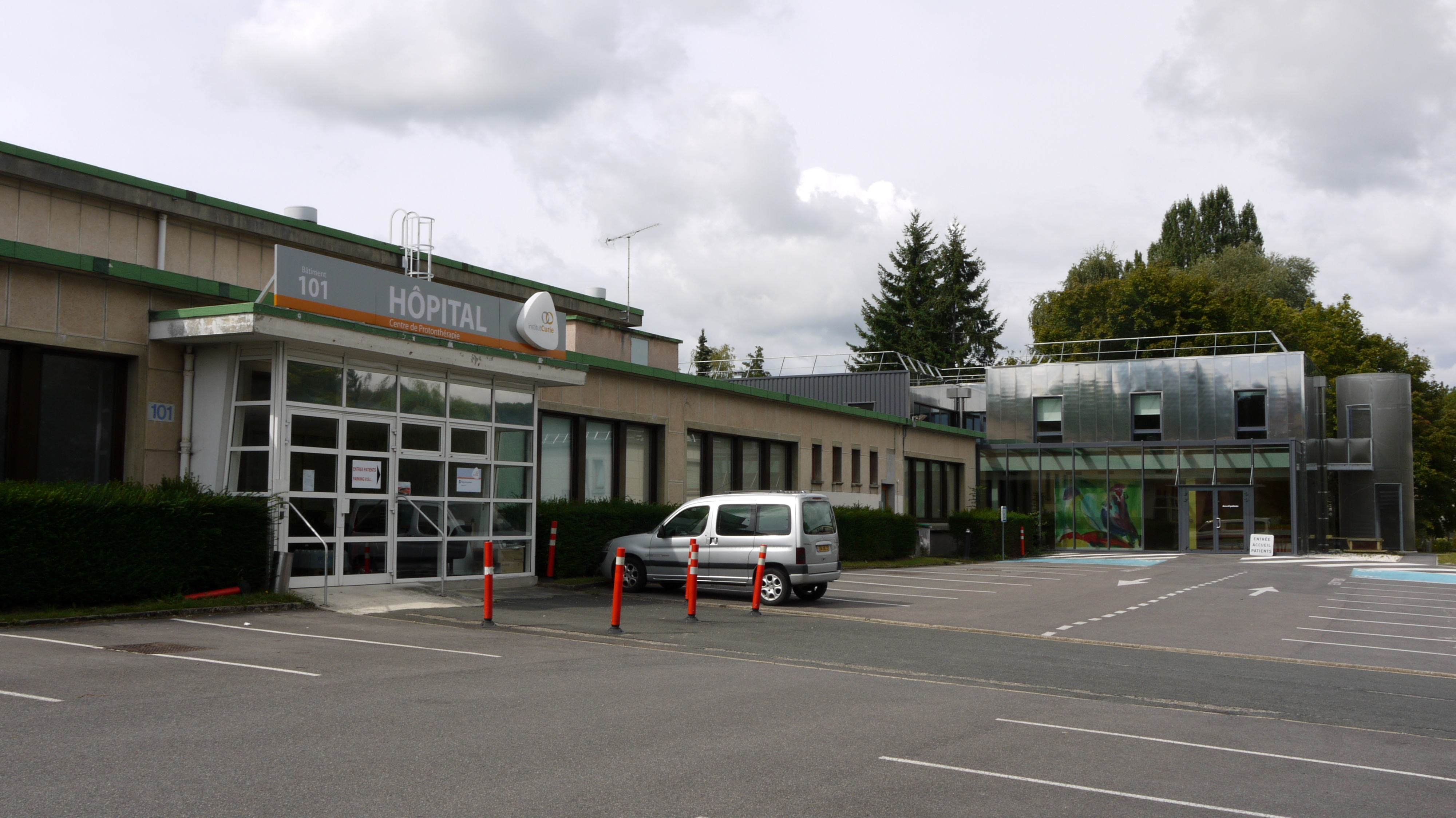
Le Centre de protonthérapie d’Orsay.

Sans exhaustivité, nous pouvons mentionner quelques laboratoires notables, dont l'université partage la tutelle :
- le laboratoire de mathématiques d'Orsay
- le laboratoire de physique des deux infinis Irène Joliot-Curie
- le laboratoire Aimé Cotton
- le laboratoire de physique des solides
- le centre de nanosciences et de nanotechnologies
- le laboratoire Fluides, automatique et systèmes thermiques
- l’Institut d'astrophysique spatiale
- le laboratoire Géosciences Paris-Saclay
- le laboratoire Atmosphères, milieux, observations spatiales
- l'Institut des Neurosciences Paris-Saclay

### Scientométrie
Classements internationaux :
| Nom                    | Année | Rang (monde) | Rang (France) |
| ---------------------- | ----- | ------------ | ------------- |
| CWUR                   | 2024  | 31           | 2             |
| QS Top Universities    | 2025  | 73           | 4             |
| Shanghai Ranking       | 2024  | 12           | 1             |
| Times Higher Education | 2025  | 58           | 2             |

En 2023, l’université Paris-Saclay est classée à la 15e place mondiale dans le classement de Shanghai et passe au 2e rang mondial dans le domaine des mathématiques et au 3e rang mondial dans le domaine de la physique.
En 2021, l’université Paris-Saclay se hisse à la 13e place mondiale dans le classement de Shanghai et reste au 1er rang mondial dans le domaine des mathématiques et au 9e rang mondial dans le domaine de la physique.
En 2020, l’université Paris-Saclay fait son entrée dans le classement de Shanghai à la 14e place mondiale, en étant classée au 1er rang mondial dans le domaine des mathématiques et au 9e rang mondial dans le domaine de la physique. Dans le Center for World University Rankings 2020-2021, elle est classée 32e meilleure université du monde et 2e en France.
En 2019, l’ancienne université Paris-Sud était placée au 37e rang mondial classement de Shanghai.
En 2015, l’ancienne université Paris-Sud est placée au 41e rang mondial du classement de Shanghai ; elle occupait le deuxième rang français et le neuvième rang européen.
En 2013, l’ancienne université Paris-Sud était classée 8e dans le top 100 des meilleures universités au monde ayant moins de 50 ans.
Dans le domaine général sciences et mathématiques, Paris-Sud est en deuxième place des universités françaises, au 23e rang mondial en 2015. Dans le secteur médecine-pharmacie, Paris-Sud rentre dans le top 100, où se trouvent seulement deux autres universités françaises : l’ancienne université Paris-Descartes, devenue université de Paris, et l’ancienne UPMC, devenue Sorbonne Université. Dans les classements disciplinaires, Paris-Saclay est en 23e position mondiale en physique, et deuxième française. En mathématiques, Paris-Saclay est stable à la 10e position mondiale en 2015.

## Vie étudiante
La vie des campus a deux aspects : la culture associative et la qualité de la représentation par les élus étudiants.

### Lumen

Le Lumen est la bibliothèque universitaire des composantes du plateau. Elle regroupe les ressources documentaires de CentraleSupélec, de l'ENS Paris-Saclay ainsi que d'autres composantes universitaires présentes sur le plateau, notamment les anciennes collections de la Faculté de pharmacie. Elle offre à la communauté universitaire :

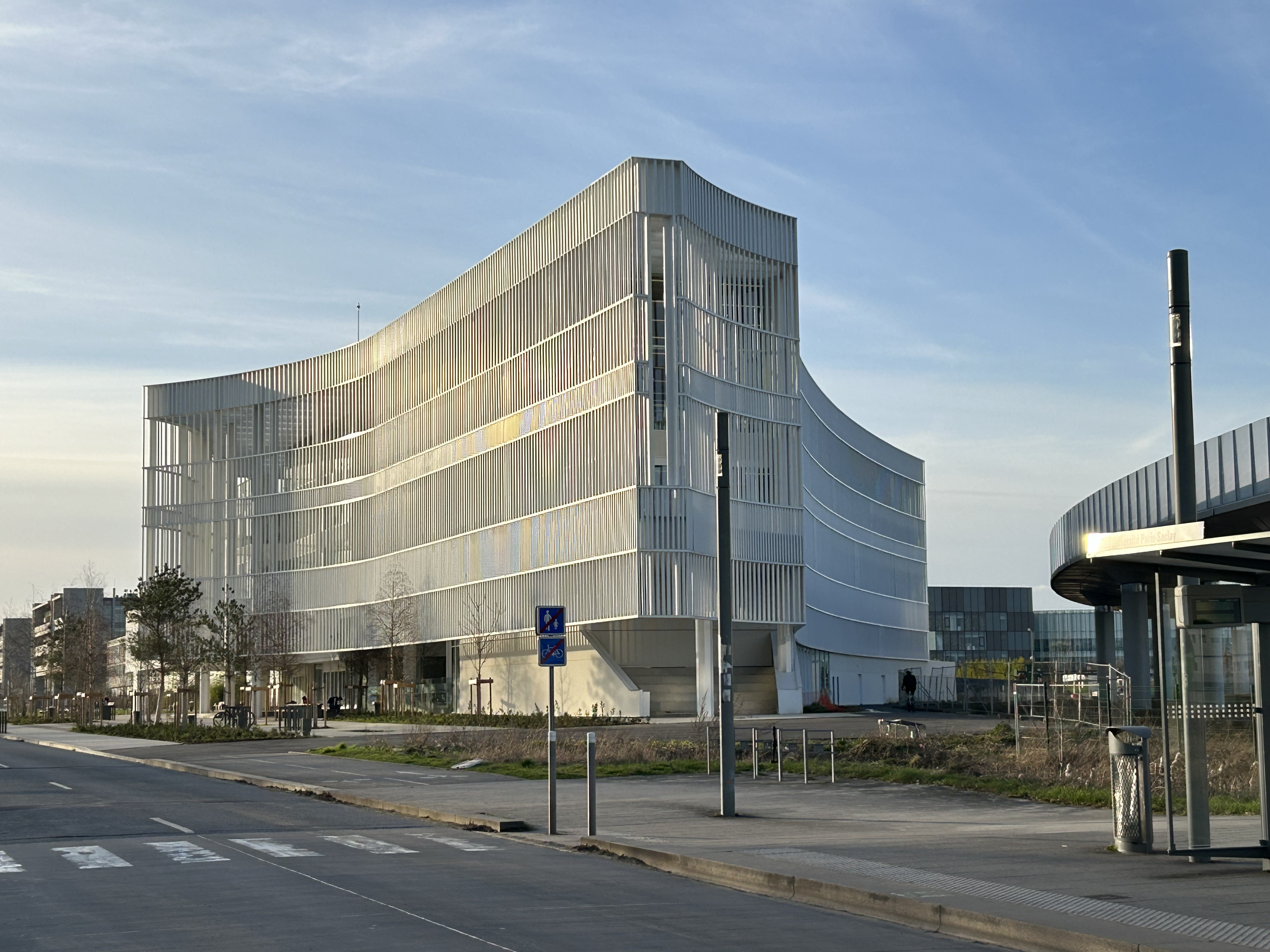
Le Lumen, inauguré en 2023

- Des millions de livres aux domaines très variés ;
- Des espaces collaboratifs ;
- Plus de 1 000 places assises ;
- Un studio d'enregistrement ;
- Une matériauthèque.

Le bâtiment a été conçu par l'agence Beaudouin en association avec MGM Architectos.

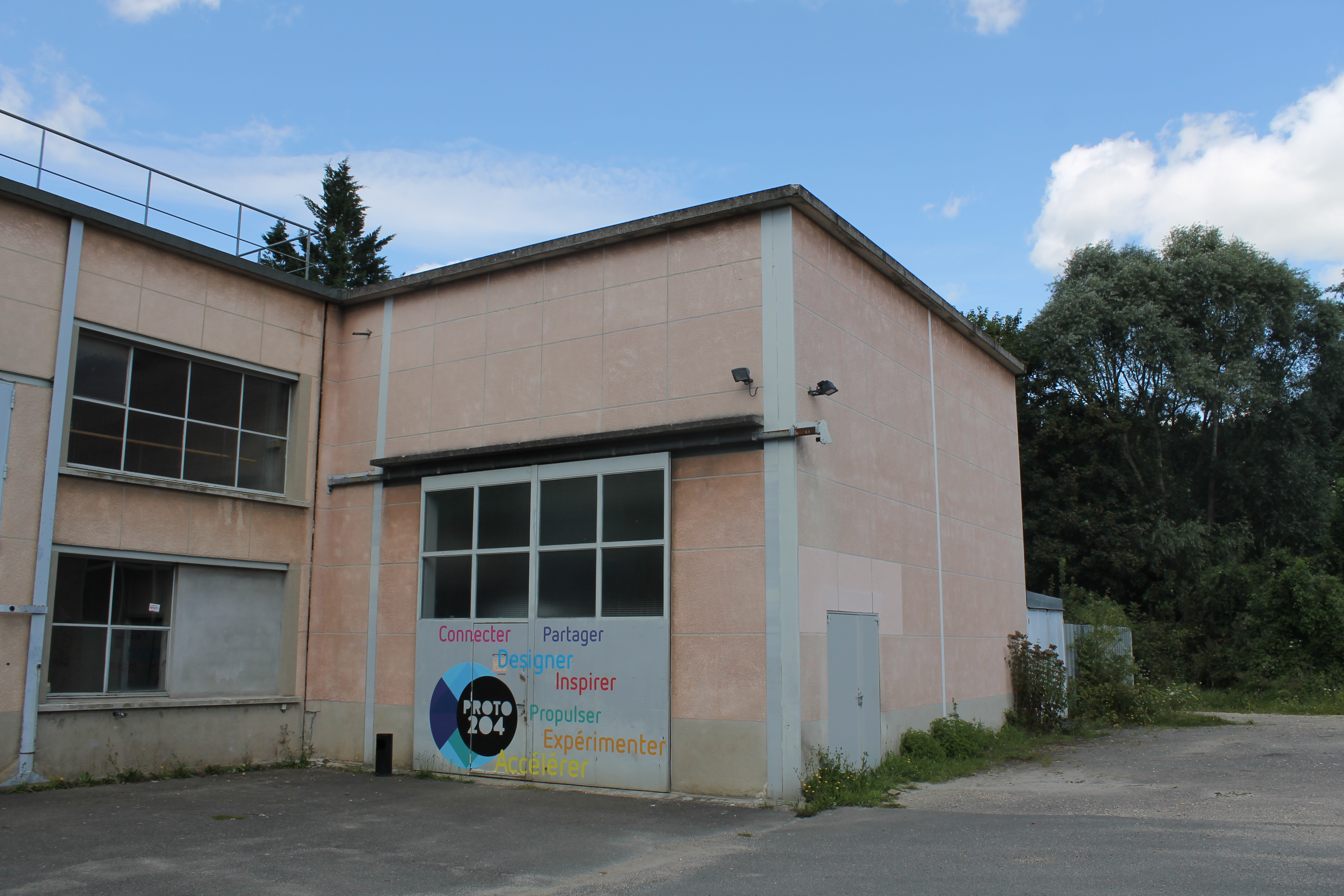
Le Proto204, un tiers-lieu destiné à l’entrepreneuriat étudiant sur le campus d'Orsay de l’Université Paris-Sud (Paris-Saclay).

### Associations étudiantes
Les associations étudiantes sont de plusieurs types :
- disciplinaires, avec des associations de tutorat en PACES, corporations en médecine et pharmacie, et les associations de filières des différents Master ou école d’ingénieurs Polytech Paris-Saclay ;
- culturelles comme des associations d’éloquence, de secourisme, jeux de rôle et imaginaire, musique, jeux vidéo, etc. ;
- représentatives.

Certaines composantes ont une vie étudiante facilitée du fait des locaux laissés à leur disposition, comme la MaPS (Maison des étudiants de Paris-Saclay), lieu autogéré par les étudiants et les associations qui y résident.

### Évolution démographique
Évolution démographique de la population universitaire
| 2000   | 2001   | 2002   | 2003   | 2004   | 2005   | 2006   | 2007   |
| ------ | ------ | ------ | ------ | ------ | ------ | ------ | ------ |
| 26 488 | 25 992 | 26 369 | 26 413 | 26 247 | 26 348 | 26 188 | 26 876 |

| 2008   | 2009   | 2010   | 2011   | 2015   | 2019   | 2020   | 2021   |
| ------ | ------ | ------ | ------ | ------ | ------ | ------ | ------ |
| 27 017 | 27 470 | 27 307 | 27 289 | 30 172 | 43 578 | 47 007 | 47 960 |

| 2022   | - | - | - | - | - | - | - |
| ------ | - | - | - | - | - | - | - |
| 48 722 | - | - | - | - | - | - | - |

## Rôle dans la création du cluster technologique Paris-Saclay

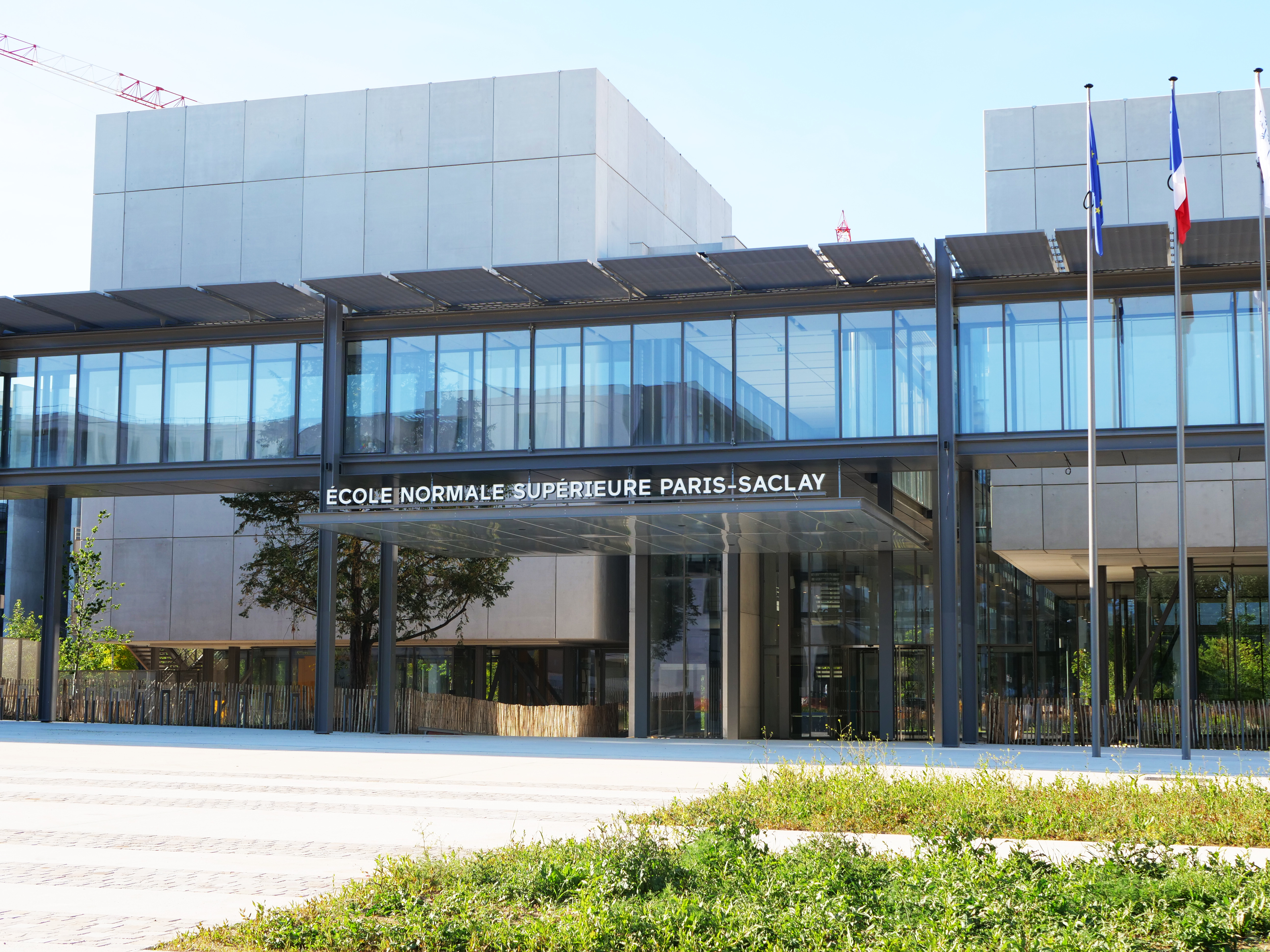
École Normale Supérieure Paris-Saclay.

L’université Paris-Saclay bénéficie du Plan campus ou Opération campus lancée en 2008 par le ministère de l’enseignement supérieur et de la recherche. Elle fait partie des quatre dossiers qui ont été retenus, sur les vingt dossiers de la deuxième vague qui ont été déposés.
Ce projet bénéficie de fonds issus du « Grand emprunt 2010 », et peut être rattaché au Grand Paris dans la mesure où il contribue au développement du cluster technologique Paris-Saclay, dont il constitue l’un des trois piliers.

## Galerie

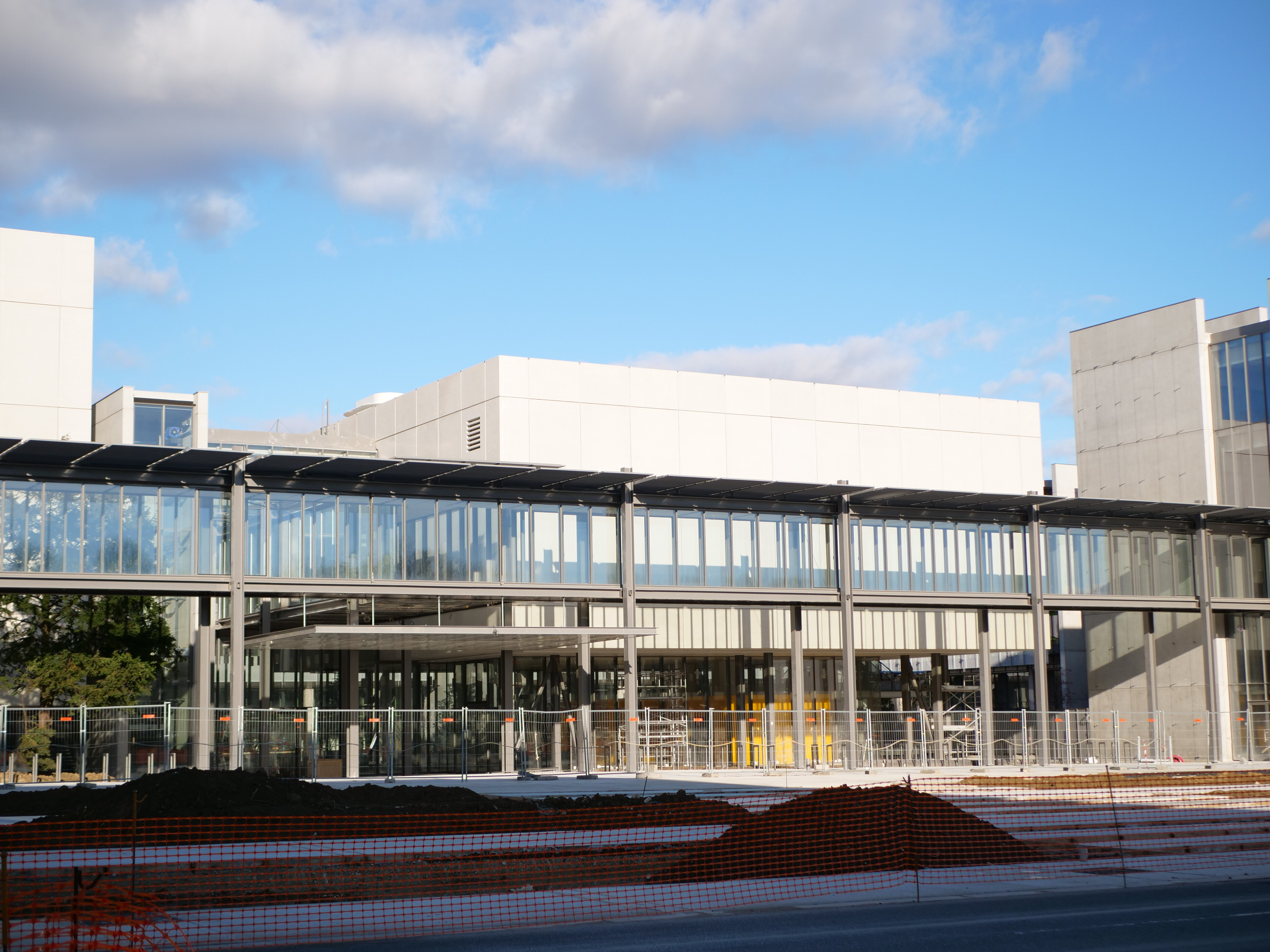
L’entrée principale et le théâtre de l’ENS Paris-Saclay, encore en travaux en décembre 2019.
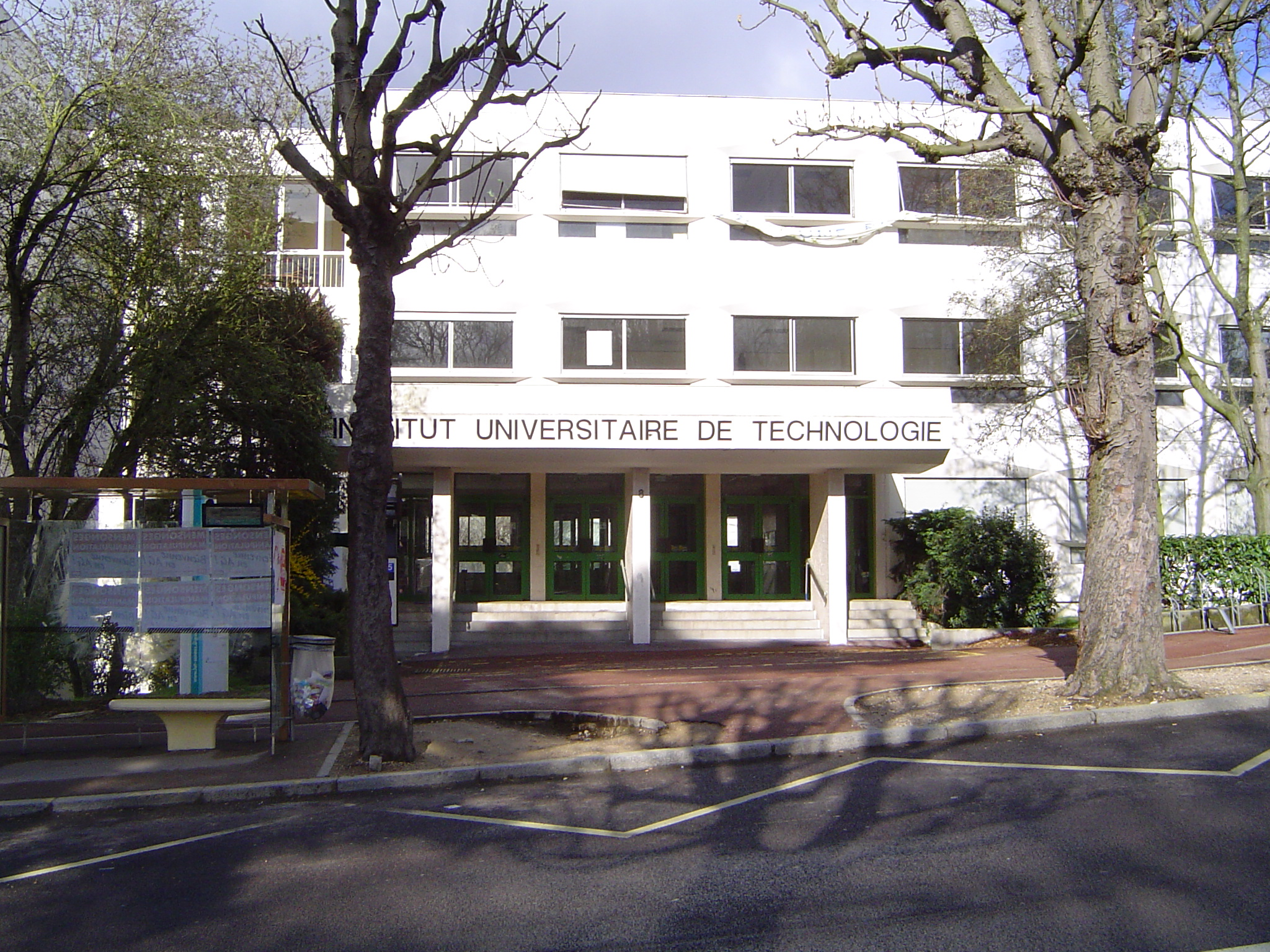
L’IUT de Sceaux.
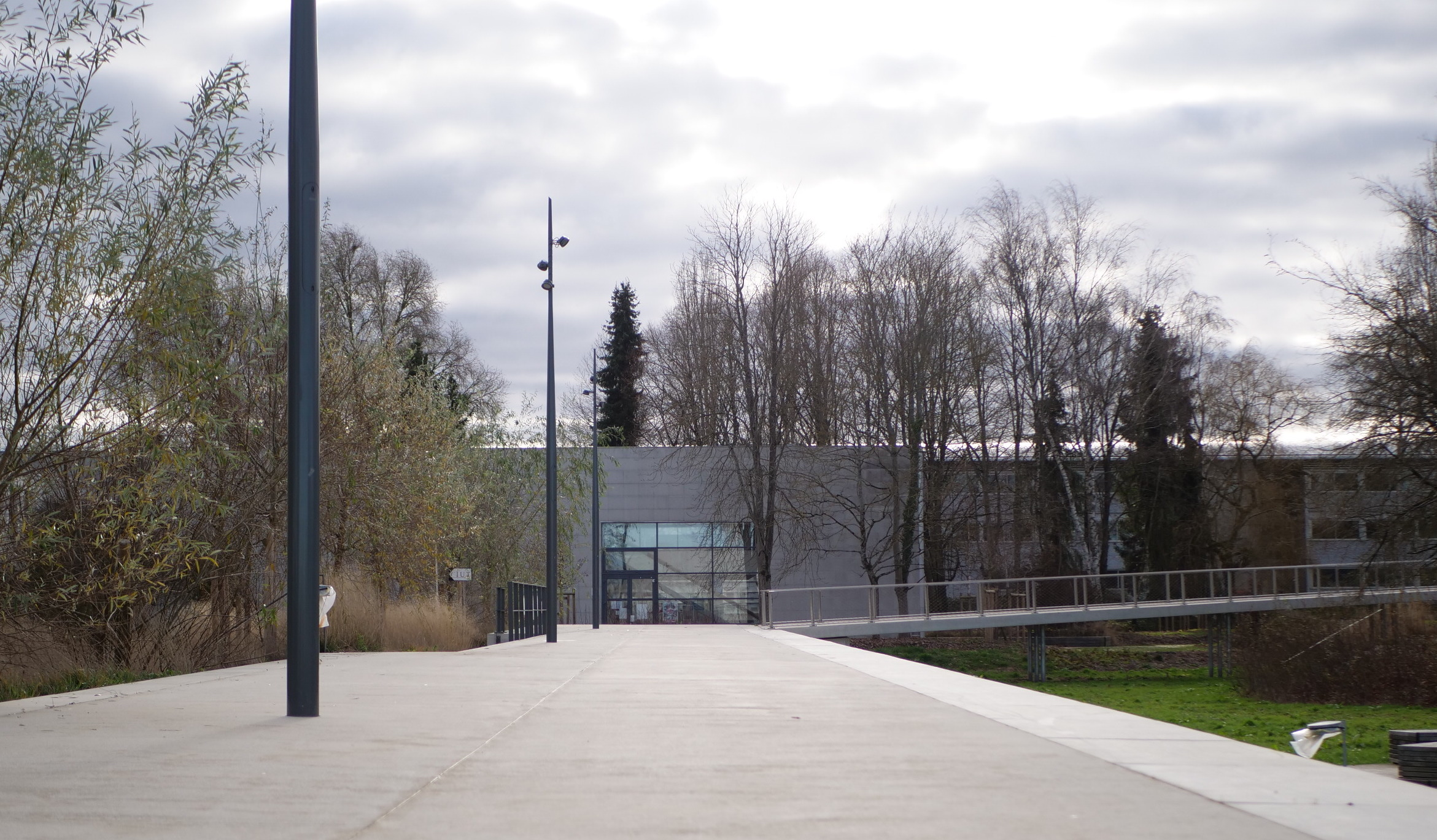
Vue sur le bâtiment 608 de l’université Paris-Saclay, occupé par l’IUT d’Orsay, depuis le Jardin argenté.